# Giant (banda)
Giant es una banda estadounidense de hard rock formada en 1987 por los hermanos Dann y David Huff. La agrupación solamente tuvo un éxito reconocido, la power ballad de 1990 "I'll See You In My Dreams". Giant se desintegró a comienzos de los noventa luego de grabar tres discos. En el 2000 se reunieron nuevamente y lanzaron el álbum III en 2001. Varios años después, en diciembre de 2009, anunciaron por su sello Frontiers Records que realizarían el álbum Promise Land en 2010.

## Miembros

### Actuales
- Kent Hilli - voz principal (2021–presente)
- John Roth - guitarra, coros (2009–presente)
- David Huff - batería, coros (1987–1992, 2000–presente)
- Mike Brignardello - bajo, coros (1987–1992, 2000–presente)

### Antiguos
- Dann Huff - voz, guitarra, teclados (1987–1992, 2000–2002)
- Alan Pasqua - teclados, backing vocals (1987–1992)
- Jeff Peterson - guitarra (1987–1990)
- Mark Oakley - guitarra (1990–1992)
- Larry Hall - teclados (1992)
- Terry Brock - voz principal (2009)

## Discografía

### Álbumes

#### Álbumes de estudio
- Last Of The Runaways - (1989)
- Time To Burn - (1992)
- III - (2001)
- Promise Land - (2010)
- Shifting Time - (2022)

#### EP
- Don't Leave Me In Love (2001)

#### Álbumes en directo
- Live and Acoustic-Official Bootleg (2003)

#### Recopilaciones
- It Takes Two + Giant Live (1990)

### Sencillos
| Año  | Título                      | Posición en listas | Posición en listas | Álbum                |
| Año  | Título                      | Hot 100            | Main Rock          | Álbum                |
| ---- | --------------------------- | ------------------ | ------------------ | -------------------- |
| 1989 | «I'm a Believer»            | 56                 | 13                 | Last of the Runaways |
| 1990 | «Innocent Days»             | —                  | 11                 | Last of the Runaways |
| 1990 | «I'll See You In My Dreams» | 20                 | 7                  | Last of the Runaways |
| 1992 | «Chained»                   | —                  | 16                 | Time to Burn         |
| 1992 | «Stay»                      | —                  | —                  | Time to Burn         |
| 1992 | «Time to Burn»              | —                  | —                  | Time to Burn         |